# Stratenecká priepasť
Stratenecká priepasť (pol. Stratenecka Przepaść) – jaskinia w masywie Stratenca w Krywańskiej Małej Fatrze na Słowacji.
Znajduje się w północnym stoku Stratenca. Posiada rozwinięcie pionowe i głębokość 35 m. Wejście w formie prostokątnego otworu o wymiarach 14 x 4,5 m leży na wysokości 1120 m n.p.m. Powstało poprzez zawalenie się stropu podziemnej pustki, stanowiącej dziś górną partię jaskini. Jej dno, pokryte skalnym rumowiskiem, opada ku zwężeniu, poniżej którego znajduje się dolna komora jaskini o wymiarach 15x20 m i wysokości do 15 m. Są to największe przestwory jaskiniowe w całej Małej Fatrze.
Pierwsze zejście na dno jaskini miało miejsce w 1963 r. Pomimo szeregu prób nikomu nie udało się dotychczas przedostać przez zawalisko w dnie jaskini do jej głębszych partii, chociaż przypuszcza się, że łączy się ona z położoną 220 m niżej Kukurišovou jaskyňou. Możliwe również, że system jaskiniowy Strateneckiej Przepaści sięga aż do położonego o 330 m niżej wywierzyska na dnie Kukurišovej doliny.
Jaskinia nie jest dostępna do zwiedzania.